# Jörg Kleinau
Jörg Kleinau (* 1954) ist ein deutscher Schauspieler.

## Leben
Kleinau absolvierte seine Ausbildung an der Staatlichen Schauspielschule Rostock. Seit 1978 am Theater engagiert (u. a. Stralsunder Theater, Rostock, Dresden, Greifswald), spielte er seit 1982 Hauptrollen in Fernsehfilmen wie Plauener Spitzen und Heiße Ware in Berlin. Vor allem 1984 wurde er mit der Hauptrolle des Jungkommunisten Heiner in Rudi Kurz’ 13-teiliger Serie Front ohne Gnade bekannt. Es folgen auch Kino-Filme wie Biberspur (1984) und Auf dem Sprung (1984) und Präriejäger in Mexiko (1988). Im TV war er als Hans Prikoleit in der Serie Zahn um Zahn und als Karl XII., König von Schweden, in Sachsens Glanz und Preußens Gloria: Gräfin Cosel zu sehen. Weitere Filmerfolge in der DDR sind Irrläufer und Der Bärenhäuter.
Seit den 1990er-Jahren spielte er Gastrollen in zahlreichen Serien wie Polizeiruf 110, Doppelter Einsatz, Alphateam, Marienhof, Für alle Fälle Stefanie, Im Namen des Gesetzes, Schwarz Rot Gold, Hallo, Onkel Doc!, Die Trotzkis, Stubbe – Von Fall zu Fall und SOKO Kitzbühel. Daneben war er immer wieder in TV- (Abgehauen, Wozu denn Eltern?) und Kinofilmen zu sehen, so als Hundinger in dem die Zeit des Nationalsozialismus und das Hetzwerk Hitlerjunge Quex anprangernden DEFA-Kinderfilm Die Sprungdeckeluhr (1990) und in Der Dolch des Batu Khan (2005). Daneben spielt Jörg Kleinau weiterhin Theater in Berlin und inszeniert Stücke für Kinder.
Im Sommer 2012 war er bei den Karl-May-Spielen in Bad Segeberg engagiert. Er spielte in dem Stück „Winnetou II“ die Rolle des „Old Death“ unter der Regie von Norbert Schultze jr. Im Sommer 2015 übernahm er beim Piraten-Open-Air in Grevesmühlen im Stück „Sturm über den Caymans“ die Rolle des „Capt’n Benjamin Hornigold“, er vertrat dort in 2 Vorstellungen Peter Bond.

## Filmografie (Auswahl)
- 1981: Polizeiruf 110 – Glassplitter (TV-Reihe)
- 1984: Front ohne Gnade (TV-Serie)
- 1984: Biberspur
- 1984: Auf dem Sprung
- 1985: Die Gänse von Bützow
- 1985: Der Doppelgänger
- 1985: Die Leute von Züderow (TV-Reihe)
- 1985: Die dritte Frau (Fernseh-Zweiteiler)
- 1985: Zahn um Zahn (TV-Serie)
- 1985–1991: Der Staatsanwalt hat das Wort (TV-Reihe, vier Folgen)
- 1986: Weihnachtsgeschichten (TV)
- 1987: Mensch Hermann (TV-Serie)
- 1987: Sachsens Glanz und Preußens Gloria: Gräfin Cosel (TV)
- 1989: Polizeiruf 110 – Unsichtbare Fährten (TV-Reihe)
- 1990: Polizeiruf 110 – Tod durch elektrischen Strom (TV-Reihe)
- 1990: Barfuß ins Bett (TV-Serie, eine Folge)
- 1990: Die Sprungdeckeluhr
- 1990: Alter schützt vor Liebe nicht (Fernsehfilm)
- 1991: Polizeiruf 110 – Zerstörte Hoffnung (TV-Reihe)
- 1991: Polizeiruf 110 – Ein verhängnisvoller Verdacht (TV-Reihe)
- 1998: Abgehauen, Regie: Frank Beyer
- 1999: Ritas Welt (Fernsehserie: Folge: "Ein dicker Hund)
- 2003/2004: Der Dolch des Batu Khan, Regie: Günter Meyer
- 2009: Inga Lindström: Der Erbe von Granlunda  (TV-Reihe)
- 2021: Ich Ich Ich, Buch und Regie: Zora Rux